# مشورة (إب)

تعديل مصدري - تعديل

مشورة هي إحدى قرى عزلة ثواب اعلى بمديرية إب التابعة لمحافظة إب، بلغ تعداد سكانها 2089 نسمة حسب تعداد اليمن لعام 2004.